# Баффало (Кентуккі)
Баффало (англ. Buffalo) — переписна місцевість (CDP) в США, в окрузі Леру штату Кентуккі. Населення — 571 особа (2020).

## Географія
Баффало розташоване за координатами 37°30′25″ пн. ш. 85°41′56″ зх. д. / 37.50694° пн. ш. 85.69889° зх. д. (37.506995, -85.698986).  За даними Бюро перепису населення США в 2010 році переписна місцевість мала площу 3,06 км², з яких 3,06 км² — суходіл та 0,00 км² — водойми.

## Демографія
Згідно з переписом 2010 року, у переписній місцевості мешкало 498 осіб у 199 домогосподарствах у складі 139 родин. Густота населення становила 163 особи/км².  Було 227 помешкань (74/км²).
Расовий склад населення:
| - 94,0 % — білих - 4,2 % — чорних або афроамериканців - 0,2 % — азіатів |

До двох чи більше рас належало 1,0 %. Частка іспаномовних становила 2,0 % від усіх жителів.
За віковим діапазоном населення розподілялося таким чином: 22,1 % — особи молодші 18 років, 60,6 % — особи у віці 18—64 років, 17,3 % — особи у віці 65 років та старші. Медіана віку мешканця становила 40,9 року. На 100 осіб жіночої статі у переписній місцевості припадало 95,3 чоловіків;  на 100 жінок у віці від 18 років та старших — 92,1 чоловіків також старших 18 років.
Середній дохід на одне домашнє господарство  становив 44 002 долари США (медіана — 50 938), а середній дохід на одну сім'ю — 48 500 доларів (медіана — 59 135). Медіана доходів становила 40 443 долари для чоловіків та 21 989 доларів для жінок. За межею бідності перебувало 13,1 % осіб, у тому числі 44,2 % дітей у віці до 18 років та 7,4 % осіб у віці 65 років та старших.
Цивільне працевлаштоване населення становило 229 осіб. Основні галузі зайнятості: мистецтво, розваги та відпочинок — 31,0 %, науковці, спеціалісти, менеджери — 16,6 %, виробництво — 14,8 %.